# Temnochila galapagoensis
Temnochila galapagoensis là một loài bọ cánh cứng trong họ Trogossitidae. Loài này được Mutchler miêu tả khoa học năm 1938.